# バンジャマン・ビオレ

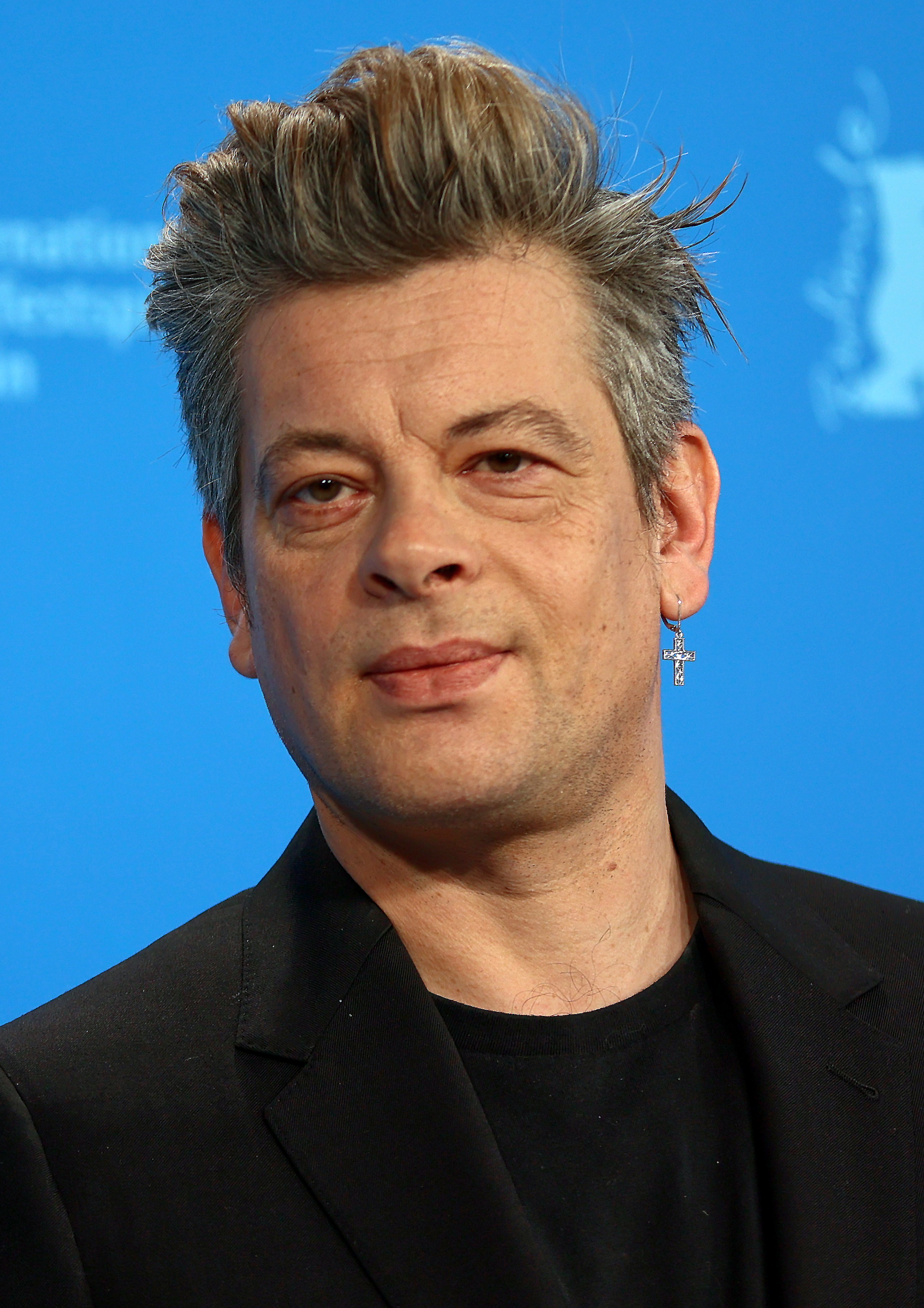
バンジャマン・ビオレ、2022年

バンジャマン・ビオレー （Benjamin Biolay,1973年1月20日 - ）は、フランス・ローヌ県ヴィルフランシュ＝シュル＝ソーヌ出身の歌手・作曲家・ミュージシャン・プロデューサー・俳優。

## 人物
妹のコラリー・クレモンも歌手で、彼女の二枚のアルバムをプロデュースしている。女優キアラ・マストロヤンニと2002年に結婚し、一女アンナをもうけ2005年に離婚。
彼の低いキーで歌うやり方は、エティエンヌ・ダオのスタイルに似ていると言われる。ミュージシャンのケレン・アンとともに、自身の最初の2枚のアルバムの作曲とプロデュースをした。このコンビで作曲・プロデュースした、往年の歌手アンリ・サルヴァドールのアルバムは大ヒットした。それ以来、フランス音楽界の売れっ子プロデューサーであり、ジュリエット・グレコ、ジュリアン・クレール、フランソワーズ・アルディ、エロディー・フレジェ（セカンド・アルバム；2006年）イザベル・ブーレイ(2000年) やノルウェン・ルロワ(2021年)などのプロデュースをした。作曲のほかギター、ストリング、管楽器、キーボードなどの楽器を自分でも演奏し、歌も歌い、プログラミングも担当する、現代フランスを代表する音楽プロデューサーである。

## ディスコグラフィ
ソロ作品
- Rose Kennedy (2001)
- Remix EP (2001)
- Négatif (2003)
- Clara et Moi (2004)
- À l'Origine (2005)
- Trash Yéyé (2007)
- La Superbe (2009)
- Vengeance (2012)
- Palermo Hollywood (2016)
- Volver (2017)
- Grand Prix (2020)

キアラ・マストロヤンニ参加作品
- Home (2004)

## 出演
- 映画『ザ・パック 餌になる女』（2010年）
- 映画『アナザー』（2015年）
- 映画『今宵、212号室で』（2019年） ※元妻キアラ・マストロヤンニの夫役